# Garfield megye (Colorado)
Garfield megye az Amerikai Egyesült Államokban, azon belül Colorado államban található. Megyeszékhelye és legnagyobb városa Glenwood Springs. Lakosainak száma 61 685 fő (2020. április 1.). Garfield megye Rio Blanco, Mesa, Pitkin, Eagle, Routt, Grand és Uintah megyékkel határos.

## Népesség
A megye népességének változása:
| Lakosok száma | 56 087 | 56 055 | 56 901 | 57 302 | 58 095 | 61 685 |
|               | 2010   | 2011   | 2012   | 2013   | 2015   | 2020   |